# Joseph-Sébastien Pons
Pour les articles homonymes, voir Pons.
Joseph-Sebastià Pons, ou Josep Sebastià Pons, né le 5 novembre 1886 à Ille-sur-Têt (Pyrénées-Orientales) et mort le 25 janvier 1962 à Ille-sur-Têt, est un poète français d'expression française et catalane. C'était un proche du peintre et sculpteur Aristide Maillol.

## Biographie
Déclaré sous le nom de Joseph Pierre Pons et né le 5 novembre 1886 à Ille-sur-Têt, (Pyrénées-Orientales), Joseph Sébastien Pons est le fils de Simon Pierre Jean Pons, médecin et d'Antoinette Magdeleine Trainier. Le 14 novembre 1911, alors professeur au lycée de Guéret, (Creuse), il épouse dans cette commune, Lucie Victoire Hélène Soler, née à Zalana, en Corse, où son père était anciennement gendarme.
Professeur d'espagnol, Joseph Sébastien Pons a enseigné dans divers établissements situés à Guéret, Angoulême, Foix, Carcassonne, Montpellier.
Il est le frère aîné de la poétesse et artiste Simona Gay.

## Œuvres
La liste suivante est issue de Verdaguer 2002. Outre les œuvres listées ici, J.-S. Pons a écrit de nombreux articles dans différents journaux locaux ou revues littéraires.
Les ouvrages sont classés par type et par année de publication. Certains ont été composés de nombreuses années avant d'être publiés.

### Poésie
- (ca) Roses i xiprers, Perpignan, 1911
- (ca) El bon pedrís, Perpignan, 1919
- (ca) L'Estel de l'escamot, Barcelone, 1921
- (ca + fr) [Note 1] Canta perdiu, Paris, 1925, deuxième édition à Barcelone en 1960
- (ca) L'Aire i la fulla, Barcelone, 1930
- (ca + fr) [Note 1] Cantilena, Barcelone, Toulouse, 1937, deuxième édition en 1955, 1959
- (ca + fr) [Note 1] Poésies catalanes, Toulouse, 1942
- (ca + fr) [Note 1] Conversa, Toulouse, 1950
- (ca) Cambra d'hivern, Barcelone, 1966
- (ca) "L'oferta als morts", 1914

### Théâtre
- (ca) La Font de l'Albera, avec Gustave Violet, Perpignan, 1922
- (ca) Amor de Pardal, Perpignan, 1923
- (ca) El Singlar, Barcelone, 1930
- (ca) Misteri de sant Pere Urseol, Barcelone, 1952
- (ca) L'amor i el Papagai, Barcelone, 1957

### Autres
- La littérature catalane en Roussillon au XVIIe et au XVIIIe siècles, Toulouse, 1929 (thèse)
- Concert d'été, Paris, 1950
- (ca) Llibre de les set sivelles, Barcelone, 1956
- (ca)L'ocell tranquil[Note 2], Barcelone, 1977
- La vigne de l'ermite, Don Joan de Serralongue, L'oiseau tranquille[Note 3], Perpignan, 1987